# Otto Kissenberth

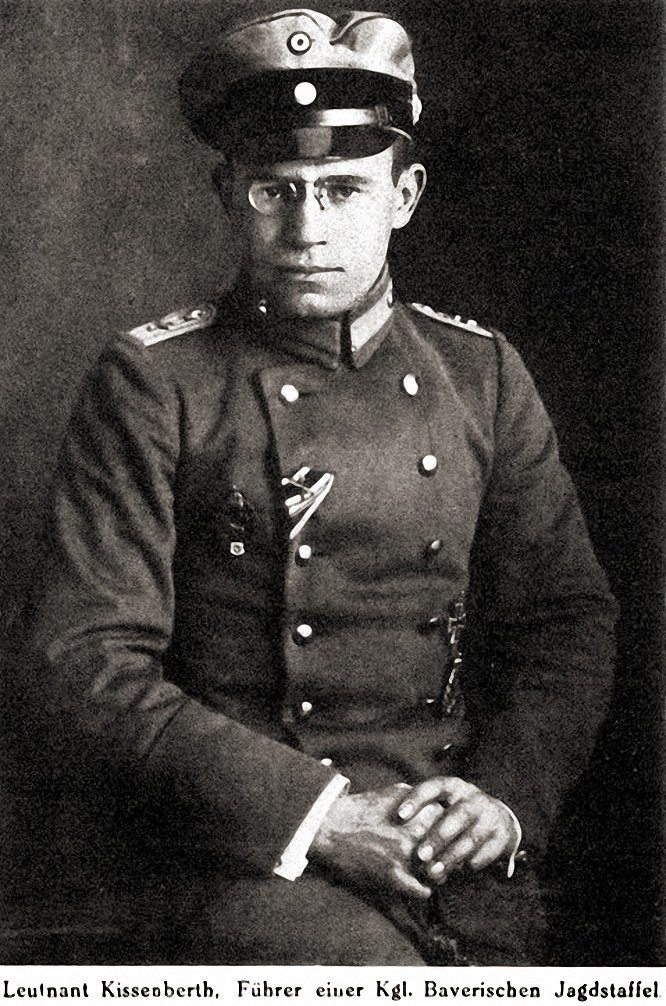
Otto Kissenberth

Otto Kissenberth (* 26. Februar 1893 in Landshut; † 3. August 1919 in den Bayerischen Alpen) war ein deutscher Jagdflieger im Ersten Weltkrieg und Träger des Ordens Pour le Mérite.

## Leben
Kissenberth meldete sich 1914 als Ingenieur aus technischem Interesse zur Fliegertruppe. Ende 1914 kam er nach Abschluss seiner Pilotenausbildung zur bayrischen Fliegerabteilung 8b. Am 21. März 1915 wurde er bei einem Einsatzflug über den Vogesen schwer verwundet. Nach seiner Genesung am 8. Juli 1915 zur bayrischen Fliegerabteilung 9b versetzt, kämpfte er in den Vogesen und in Italien. 1916 trat er zum Kampfeinsitzerkommando (KEK) Ensisheim, wo er bis zum 12. Oktober drei bestätigte Luftsiege errang. Im Sommer 1917 kam er zur Jagdstaffel (Jasta) 16b, wo er zwei SPAD 7 und einen Fesselballon abschoss. Am 4. August 1917 übernahm Kissenberth das Kommando über die Jasta 23b.
Kissenberth flog eine Albatros D.V mit gelb-weißem Edelweiss am Rumpf. Nach mehr als 12 Luftsiegen auf diesem Flugzeug errang er seinen 19. und letzten Sieg mit einer erbeuteten Sopwith Camel. Zwei Wochen später, am 29. Mai 1918 wurde er bei einer Bruchlandung mit diesem Flugzeug schwer verletzt. 
Nach seiner Genesung wurde Oberleutnant Kissenberth Kommandant der Militärflugschule in Schleißheim. Er überlebte den Krieg, kam jedoch am 3. August 1919 bei einem Kletterunfall in den Bayerischen Alpen ums Leben.